# برونو گالر
برونو گالر (انگلیسی: Bruno Galler؛ زادهٔ ۲۱ اکتبر ۱۹۴۶) یک داور فوتبال اهل سوئیس است.
وی سابقه قضاوت در جام جهانی فوتبال ۱۹۹۴ را دارد.